# Скрозе
Скрозе су насељено мјесто у Босни и Херцеговини у општини Завидовићи које административно припада Федерацији Босне и Херцеговине. Према попису становништва из 1991. у насељу је живјело 356 становника.

## Становништво
| Демографија | Демографија | Демографија |
| Година      | Становника  | Становника  |
| ----------- | ----------- | ----------- |
| 1948.       | 184         |             |
| 1953.       | 201         |             |
| 1961.       | 254         |             |
| 1971.       | 339         |             |
| 1981.       | 278         |             |
| 1991.       | 356         |             |